# Scott (cráter)

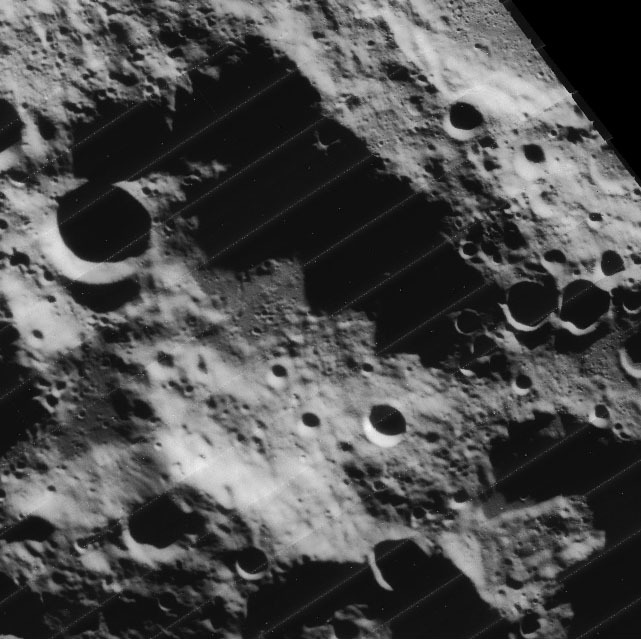
Otra fotografía de la misión Lunar Orbiter 4

Scott es un cráter de impacto situado cerca del polo sur de la Luna. Su ubicación cerca del terminador lunar obstaculiza su observación, tanto debido al acortamiento del cráter visto desde la Tierra como a la limitada luz solar que entra en la cuenca. De hecho, el extremo norte de este cráter está en la oscuridad casi perpetua, y no ha sido cartografiado en detalle. Scott se encuentra entre el cráter de tamaño similar Amundsen al sureste y Schomberger al noroeste. Justo al noreste se halla el cráter Demonax.
|  |

El borde de este cráter ha sido muy erosionado, por lo que su perfil aparece desgastado y con una forma irregular, aunque la cuenca del cráter sigue siendo aproximadamente circular. Hay varios cráteres unidos al borde exterior de Scott por el oeste y el noroeste, siendo el mejor formado el cráter satélite Scott E. También aparece un pequeño cráter en la pared interior suroriental, y varios cratercillos minúsculos diseminados sobre el suelo interno. La superficie interior es más áspera en el extremo sur, suavizándose y haciéndose más plana hacia el extremo norte, cubierto de sombra. No presenta un pico central en el punto medio del cráter.
La posición de Scott, tanto en relación con Amundsen como con el polo sur lunar, está vinculada con los exploradores antárticos Roald Amundsen y Robert Falcon Scott y su carrera para ser los primeros seres humanos en llegar al polo sur de la Tierra.

## Cráteres satélite
Por convención estos elementos son identificados en los mapas lunares poniendo la letra en el lado del punto medio del cráter que está más cercano a Scott.
|       | \| Scott \| Coordenadas \| Diámetro \| \| ----- \| ----------------------------- \| -------- \| \| E \| 81°06′S 35°30′E / -81.1, 35.5 \| 28 km \| \| M \| 84°18′S 39°42′E / -84.3, 39.7 \| 16 km \| |          |
| Scott | Coordenadas | Diámetro |
| E     | 81°06′S 35°30′E / -81.1, 35.5 | 28 km    |
| M     | 84°18′S 39°42′E / -84.3, 39.7 | 16 km    |

Los siguientes cráteres han sido renombrados por el UAI.
- Scott A - Véase Nobile.